# Velké Rumunsko

Znak Rumunského království (1921–1947)

Administrativní dělení Rumunska ve 30. letech

Velké Rumunsko (rumunsky România Mare) je hovorové označení pro Rumunské království v meziválečném období (1918–1940), kdy rumunský stát dosáhl největšího územního rozmachu ve své historii: Jeho rozloha tehdy dosahovala 295 649 km², což je o 24 % více než dnes. Území bylo v součtu osídleno převážně Rumuny, existovaly zde však početné menšiny (lokálně většiny) Maďarů, Ukrajinců, Bulharů, Turků, Němců a jiné. Název není v současnosti příliš používán, někdy bývá též spojován s nacionalismem a iredentismem, zvlášť v souvislosti se současnou rumunskou stranou Velké Rumunsko.

## Vznik
Velké Rumunsko vzniklo jako produkt Pařížských mírových dohod po první světové válce, zejména Trianonské, Saintgermainské a Neuillyské. Rumunsko těžilo z porážky Rakouska-Uherska a Bulharska a z rozkladu Ruského impéria a získalo rozsáhlá území, na principu dílem národnostním, dílem historickém a dílem strategickém. Rozloha Rumunska se oproti předchozímu stavu více než zdvojnásobila, ovšem za cenu toho, že z etnicky téměř čistě rumunského státu se stal mnohonárodnostní, kde menšiny tvořily asi 30 % obyvatel a mnohde obývaly souvislá území prakticky bez Rumunů. Stát byl přesto řízen jako unitární a národnostně rumunský, s cílem romanizovat celé území.
K Velkému Rumunsku patřila následující území mimo jeho dnešní hranice:
- Severní Bukovina — okolí Černovic, dnes většina Černovické oblasti na Ukrajině
- Besarábie — rozsáhlé území mezi řekami Prut a Dněstr, jehož většinu zaujímá dnešní Moldavsko (celé kromě Podněstří). Severní cíp okolo Chotimi a jižní Budžak je součástí Ukrajiny (Černovické, resp. Oděské oblasti). Celá severovýchodní hranice Velkého Rumunska vedla po Dněstru.
- Jižní Dobrudža (Cadrilater) — území obývané převážně Bulhary a Turky, dnes součást Bulharska (Dobričská a Silisterská oblast) – byla připojena již roku 1913 po balkánských válkách

## Zánik

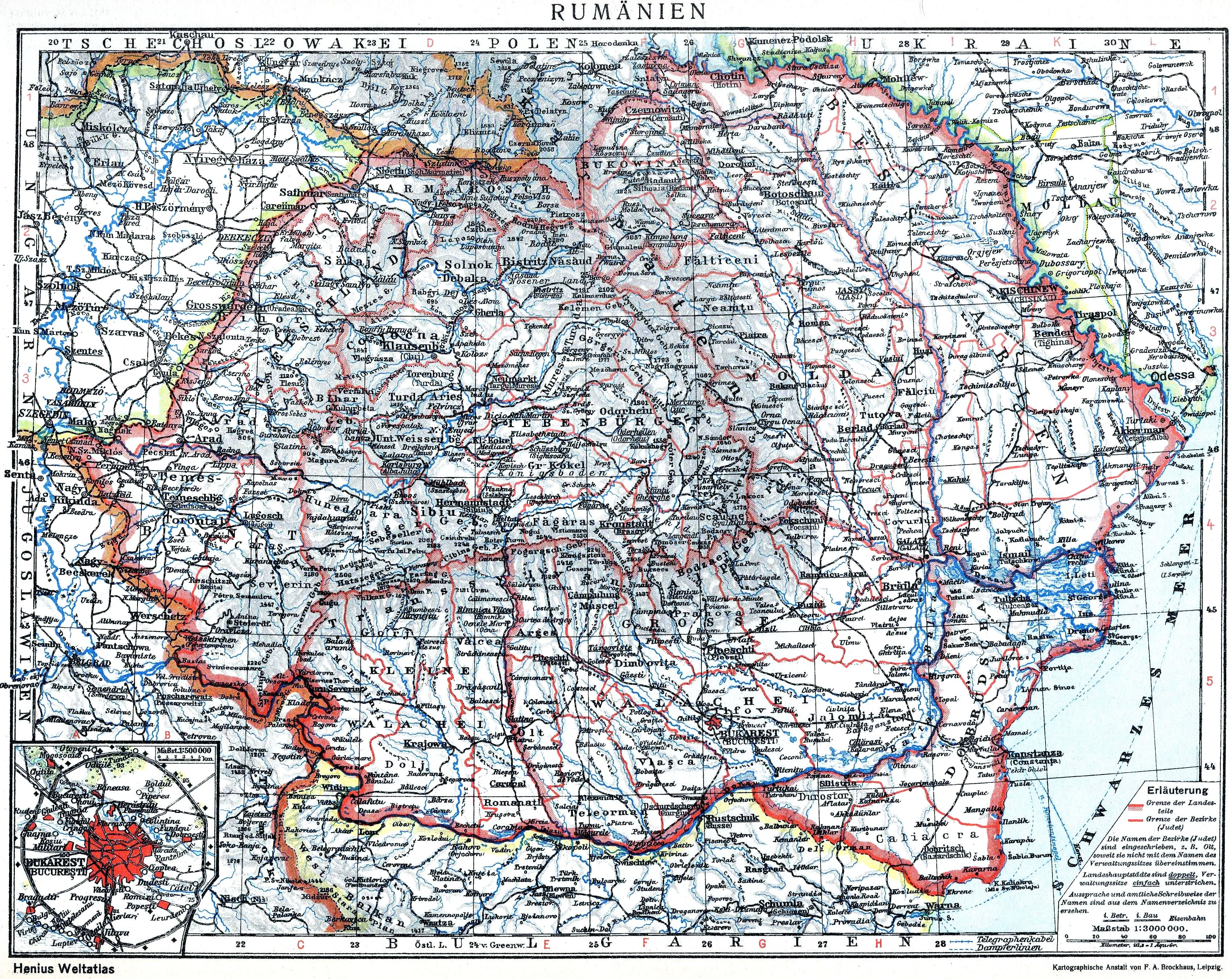
Kraje a okresy Velkého Rumunska (1930)

Velké Rumunsko zaniklo v několika fázích během druhé světové války. Nejprve roku 1940 ztratilo severní Sedmihradsko ve prospěch Maďarska, což bylo ještě roku 1941 částečně kompenzováno ziskem Zadněstří z nacisty dobytých území Sovětského svazu. Ten toto území roku 1944 dobyl zpět a následně obsadil ještě Besarábii, jejíž připojení k Rumunsku ostatně nikdy neuznal.
Rumunsko se tak po druhé světové válce muselo ve prospěch vítězného Sovětského svazu vzdát Besarábie (ačkoliv zde rumunské etnikum převažovalo) a severní Bukoviny a vrátit Bulharsku jižní Dobrudžu. Bylo mu však vráceno severní Sedmihradsko, čímž se oproti Velkému Rumunsku jeho tvar sice zmenšil, ale zůstal kompaktní. Cenou za to bylo, že se uprostřed Rumunska opět objevila několikamilionová maďarská menšina, která měla v letech 1952–1968 jistou autonomii a dodnes je zdrojem napětí.